# Hemicorynespora deightonii
Hemicorynespora deightonii är en svampart som beskrevs av M.B. Ellis 1972. Hemicorynespora deightonii ingår i släktet Hemicorynespora och familjen Chaetosphaeriaceae.   Inga underarter finns listade i Catalogue of Life.